# Jean-Paul Lucet
Pour les articles homonymes, voir Lucet.
 (juillet 2015).
Si vous disposez d'ouvrages ou d'articles de référence ou si vous connaissez des sites web de qualité traitant du thème abordé ici, merci de compléter l'article en donnant les références utiles à sa vérifiabilité et en les liant à la section « Notes et références ».
Jean-Paul Lucet, né à Lyon, est un homme de théâtre et comédien français.

## Biographie
Jean-Paul Lucet a étudié l'art dramatique au Conservatoire de Lyon (également élève en classe de solfège et de chant), puis au Conservatoire National d'Art Dramatique de Paris, dans la classe de Louis Seigner.
Tout en jouant au théâtre et à la télévision (Au théâtre ce soir, Histoire d'un détective), Les affaires sont les affaires, La Charrette anglaise…), il a commencé à réaliser ses premières mises en scène : On ne badine pas avec l'amour de Musset, Poil de carotte d'après Jules Renard, Le Malade imaginaire de Molière, La Locandiera de Goldoni, Les Justes de Camusn Roméo et Juliette de Shakespeare.
En 1974, il adapte et met en scène Le Mystère de la Charité de Jeanne d'Arc de Charles Péguy, avec Françoise Seigner. Ce texte rentre au répertoire de la Comédie-Française, en 1984. Il est joué, pour une première série de représentations au Musée de Cluny, à Paris, puis repris l'année suivante au Théâtre National de l'Odéon, et, en février-mars 1988, salle Richelieu. En juillet 1988, le spectacle sera joué devant le pape Jean-Paul II, lors d'une représentation privée, dans les jardins de Castel Gandolfo. Antoine Vitez, nouvel administrateur du Français, conduisait la délégation officielle. En août 2006, ce même spectacle sera donné devant le pape Benoit XVI, toujours à Castel Gandolfo, accompagné d'une délégation officielle de la Principauté de Monaco.
Au théâtre lyrique, il a mis en scène à Paris, Lyon, Montpellier, Tourcoing, Florence, Pise, Barga, etc. : Dialogues des carmélites de Francis Poulenc, d'après G.Bernanos, Carmen de G.Bizet, Le Roi Théodore à Venise de Paeisiello, L'Opéra des gueux de B.Britten, Pygmalion de Rameau, La serva padrona de Pergolese, Faust de Ch.Gounod, Il Re Pastore de Mozart (au Théâtre des Champs-Élysées), Fortunio d'A. Messager (co-production avec l'Opéra de Lyon).
Il a joué le rôle de Britannicus dans la pièce éponyme au Théâtre des Célestins de Lyon sous la direction de Jean Meyer (en 1980). En septembre 1985, il succède à Jean Meyer à la direction du Théâtre des Célestins à Lyon. En quinze ans il fera de ce théâtre l'un des tout premiers de France en terme de fréquentation[réf. souhaitée].
Son action dans les milieux scolaires et universitaires sera récompensée par la décoration des Palmes académiques, remise pour la première fois, en France, à un directeur de théâtre. Il quitte la direction des Célestins en août 2000.
En octobre 2006, après la disparition de Françoise Seigner, qui jouait, depuis plus trente ans, le personnage central du Mystère de la charité de Jeanne d'Arc de Charles Péguy, il a repris, à la demande du Service culturel de Monaco, la représentation, seul, de cette pièce. Il a déjà joué cette version une centaine de fois.
Il a également composé et interprété une conférence-spectacle sur la vie, et l'œuvre d'Edmond Rostand. Après avoir créé ce spectacle, en décembre 2006, lors des Conférences - Fondation Prince Pierre à Monaco, il le présente dans le grand salon d'Arnaga, maison d'Edmond Rostand, à Cambo-les-Bains, maison aujourd'hui Musée national, en septembre 2011. À la suite du succès de la conférence, il sera invité à Cambo, une nouvelle fois, à propos de Cyrano de Bergerac, en juin 2012. Jean-Paul Lucet a déjà donné plus de quarante représentations de ce spectacle.
En octobre 2011, Jean-Paul Lucet met en espace, une pièce de Jean-Philippe Mestre Castegondolfo 88 avec Robin Renucci et Bernard Lanneau, au théâtre des Variétés de Monaco. Cette œuvre oppose Jean-Paul II à Antoine Vitez, qui se sont rencontrés lors de la représentation du Mystère de la Charité, en juillet 1988, à Castel Gandolfo .
En novembre 2011, il crée, en l'église Saint Martin de Monaco, Une vie de Saint Martin, un texte d'Alain Pastorsur la vie du saint. Ce spectacle a été repris en novembre 2012, au Théâtre des Variétés de Monaco. À cette occasion, un CD a été réalisé, CD qui est paru lors des représentations parisiennes, à l'Espace Bernanos, en mars 2014. Pour annoncer les fêtes du 1700e anniversaire de Saint Martin, le spectacle a été donné à Tours en novembre 2014.
Il a réuni six des plus célèbres histoires des Lettres de mon moulin de Daudet et créé ce spectacle dans la chapelle de Truel, près de Roquemaure, en avril 2013. Spectacle repris dans les Cévennes, et dans divers lieux de Provence.
Il a lu Les Actes des Apôtres, à la cathédrale de Monaco (Olivier Vernet, titulaire des grandes Orgues, apportait sa contribution, en improvisant lors des divers intermèdes), puis L'Evangile selon Saint Lucau Théâtre des Variétés de Monaco, en novembre 2011, puis à la salle Gaveau, à Paris, le 10 avril 2014. Le quatuor Monoïkos interpréta les diverses interventions musicales. Ce spectacle a été l'objet d'un enregistrement édité sur CD. Il a donné plusieurs représentations du Mystère de la Charité à Paris, Lyon, Fribourg, (à l'université Philanthropos), Eygalières, Pau, Montpellier, Orléans, etc.
Il a est présent au FestivaloOff d'Avignon 2015 dans le cadre de Présence Chrétienne, où il a donné, chaque soir, à la Chapelle de l'Oratoire, l'adaptation théâtrale qu'il a réalisée, d'après le texte d'Alain Pastor, Une vie de saint Martin.
Depuis 2012, il anime, chaque dimanche de Pâques, lors de la féria d’Arles, l’Oraison sévillanne dans l’église désaffectée des Frères prêcheurs d’Arles, en souvenir du pèlerinage de « Notre-Dame De Rocio », qui a lieu, chaque année en Andalousie…
À partir de l'ouvrage de Norbert Calmels sur les Sermons de Marcel Pagnol il a composé un montage sur les sermons du père de César, incluant Bossuet, Massillon, Lacordaire…
Il a écrit une Vie de Saint Eloi, patron des manifestations Carretto Ramado, dans le midi de la France.
Il a composé une « causerie » sur « Sacha Guitry, les femmes et l’amour », présentée à St Rémy-de-Provence, puis à Eygalières…
Jean-Paul Lucet a publié aux éditions L'Œil du Prince, son adaptation du Mystère de la Charité de Jeanne d'Arc de Charles Péguy.
En 2019, il a créé un spectacle  sur les plus beaux poèmes de la Langue Française, avec pour fil rouge, les ouvrages « Lagarde et Michard ». Le spectacle a été présenté dans plusieurs théâtres de France dont le « Radiant » à Lyon-Caluire, le 5 novembre 2019.
À la suite du succès remporté, un enregistrement CD a été réalisé à  « La Fabrique », studio internationalement reconnu, à Saint Rémy de Provence.
En 2019, il a écrit et joué un spectacle sur Les fables de La Fontaine. : « Il était une fois La Fontaine » …Cette présentation a été donnée de nombreuses fois, entre autres, au Radiant-Caluire. Il a été, également, enregistré sur 2 CD…
En 2022, Jean-Paul Lucet a écrit et présenté : « Les plus célèbres répliques du Cinéma Français… » Une histoire du 7me art de Jacques Prévert à Francis Veber, en passant par Henri Jeanson, Michel Audiard, ente autres. « Standing ovation pour Jean-Paul Lucet » a écrit la Provence… « Salle comble ! Un instant supérieur de Théâtre… »

## Théâtre

### Comédien
- 1971 : Six personnages en quête d'auteur de Luigi Pirandello, mise en scène Jean Meyer, Théâtre des Célestins
- 1972 : Histoire d'un détective de Sidney Kingsley, mise en scène Jean Meyer, Théâtre des Célestins
- 1972 : Le Cid de Corneille, mise en scène Michel Favory, Théâtre des Célestins
- 1973 : Le Paysan parvenu d'Albert Husson d'après Marivaux, mise en scène Jean Meyer, Théâtre des Célestins
- 1973 : Sainte Jeanne de George Bernard Shaw, mise en scène Pierre Franck, Théâtre des Célestins
- 1973 : Tartuffe de Molière, mise en scène Jean Meyer, Théâtre des Célestins avec Jean Marais
- 1973 : Le Jeu de l'amour et du hasard de Marivaux, mise en scène Jean Meyer, Théâtre des Célestins
- 1973 : On purge bébé de Georges Feydeau, mise en scène Jean Meyer, Théâtre des Célestins
- 1973 : Les affaires sont les affaires d'Octave Mirbeau, mise en scène Jean Meyer, Théâtre des Célestins
- 1974 : Le Bourgeois gentilhomme de Molière, mise en scène Jean Meyer, Théâtre des Célestins
- 1974 : Les Bienfaits de la culture d'Alexis Nikolaïevitch Tolstoï, mise en scène Jean Meyer, Théâtre des Célestins
- 1974 : L'Avare de Molière, mise en scène Jean Meyer, Théâtre des Célestins
- 1975 : Le Légataire universel de Jean-François Regnard, mise en scène Jean Meyer, Théâtre des Célestins
- 1976 : La Dame de chez Maxim de Georges Feydeau, mise en scène Jean Meyer, Théâtre des Célestins
- 1976 : L'École des femmes de Molière, mise en scène Jean Meyer, Théâtre des Célestins
- 1976 : L'Impromptu de Versailles de Molière, mise en scène Jean Meyer, Théâtre des Célestins
- 1976 : Les Fourberies de Scapin de Molière, mise en scène Jean Meyer, Théâtre des Célestins
- 1977 : La Dame de chez Maxim de Georges Feydeau, mise en scène Jean Meyer, Théâtre des Célestins
- 1978 : Les Plaideurs de Racine, mise en scène Jean Meyer, Théâtre des Célestins
- 1979 : L'Avare de Molière, mise en scène Jean Meyer, Théâtre des Célestins
- 1980 : Britannicus de Racine, mise en scène Jean Meyer, Théâtre des Célestins
- 1981 : Les Justes d'Albert Camus, mise en scène Jean-Paul Lucet, Théâtre des Célestins
- 1982 : L'École des femmes de Molière, mise en scène Jean Meyer, Théâtre des Célestins
- 1983 : Le Bourgeois gentilhomme de Molière, mise en scène Jean Meyer, Théâtre des Célestins
- 1983 : L'Avare de Molière, mise en scène Jean Meyer, Théâtre des Célestins
- 1983 : Roméo et Juliette de William Shakespeare, mise en scène Jean-Paul Lucet, Théâtre des Célestins
- 1983 : L'École des femmes de Molière, mise en scène Jean Meyer, Théâtre des Célestins
- 1992 : Dédé de Henri Christiné et Albert Willemetz, mise en scène Jean-Paul Lucet, Théâtre des Célestins
- 1993 : Barnum, livret Mark Bramble, paroles Michael Stewart, musique Cy Coleman, adaptation Jacques Collard, mise en scène Jean-Paul Lucet, Théâtre des Célestins, Théâtre de la Mutualité
- 1994 : Barnum, livret Mark Bramble, paroles Michael Stewart, musique Cy Coleman, adaptation Jacques Collard, mise en scène Jean-Paul Lucet, Théâtre des Célestins
- 1996 : Là-haut ! d'Yves Mirande et Gustave Quinson, musique Maurice Yvain, mise en scène David Gilmore, Théâtre des Célestins
- 1997 : Ce soir, on improvise de Luigi Pirandello, mise en scène Jean-Paul Lucet, Théâtre des Célestins
- 1997 : Là-haut ! d'Yves Mirande et Gustave Quinson, musique Maurice Yvain, mise en scène David Gilmore, Théâtre des Célestins

### Metteur en scène
- 1985 : Othello de William Shakespeare,
- 1986 : La Hobereaute de Jacques Audiberti,
- 1986 : L'Ours et la lune de Paul Claudel
- 1987 : Un Faust irlandais de Lawrence Durrell, Théâtre des Célestins (Création)
- 1989 : Un bon patriote ? de John Osborne, Aux Célestins puis au Théâtre national de l'Odéon, avec Jean-Pierre Bouvier
- 1989 : La Trilogie de Coûfontaines : L'Otage, Le Pain dur, Le Père humilié de Paul Claudel,
- 1990 : Le Maître de go de Yasunari Kawabata, Création au Théâtre des Célestins, avec Michel Bouquet, puis au Théâtre de l'Atelier (Paris)
- 1991 : Le Roi pêcheur de Julien Gracq, avec Pierre Santini
- 1991 : Loire de André Obey,
- 1992 : Dédé , comédie musicale d'Henri Christiné et Albert Willemetz
- 1992 : Chantecler de Edmond Rostand, Théâtre antique de Fourvière
- 1993 : Barnum, Théâtre des Célestins, puis reprise au Théâtre de la Mutualité (Paris) Direction musicale Dino Lumbroso - Nomination aux Victoires de la Musique
- 1994 : Notre-Dame de Paris de Victor Hugo, Halle Tony-Garnier
- 1995 : Athlètes de Philippe Faure, Vélodrome du Parc de la Tête d'or
- 1996 : Ondine de Jean Giraudoux -Théâtre Antique de Fourvières
- 1997 : Andromaque de Racine, Théâtre antique de Fourvière
- 1997 : Ce soir on improvise de Luigi Pirandello, Theâtre des Célestins
- 1997/1998 : Là-haut, Théâtre des Célestins, puis reprise au Théâtre des variétés (Paris)
- 1998 : Roméo et Juliette de William Shakespeare, aux Chais Beaucairois
- 1998 : Intermezzo de Jean Giraudoux, Théâtre antique de Fourvière/ festival de Bellac
- 1999 : Les Trois Mousquetaires d'Alexandre Dumas -Théâtre Antique de Fourvières
- 1999 : Cyrano de Bergerac d'Edmond Rostand

### Spectacles en «Solo»
- Les Lettres de mon Moulin » d’Alphonse Daudet
- Les Sermons de Marcel Pagnol
- Une Vie de Saint Eloi
- Une vie de Saint Martin
- L’Evangile selon Saint Luc
- Il était une fois… Edmond Rostand
- Sacha Guitry : les femmes et l’amour…
- Il était une fois… La Fontaine
- Lagarde et Michard… les plus beaux Poèmes de la Langue Française

## Télévision
- 1972 : Au théâtre ce soir : Histoire d'un détective de Sidney Kingsley, mise en scène Jean Meyer, réalisation Pierre Sabbagh, Théâtre Marigny
- 1974 : Au théâtre ce soir : Les affaires sont les affaires d'Octave Mirbeau, mise en scène Jean Meyer, réalisation Georges Folgoas, Théâtre Marigny
- 1976 : Au théâtre ce soir : La Charrette anglaise de Georges Berr et Louis Verneuil, mise en scène Jean-Laurent Cochet, réalisation Pierre Sabbagh, Théâtre Édouard VII
- 1977 : Au théâtre ce soir : Nuit folle de Paul Gerbert, mise en scène Jacques Ardouin, réalisation Pierre Sabbagh, Théâtre Marigny

## Enregistrements-CD
- Évangile selon Saint Luc, avec le Quatuor Monoïkos (2CD- Diocèse de Monaco)
- Le Mystère de la Charité de Jeanne d'Arc de Charles Péguy (2CD- Diocèse de Monaco)
- Une vie de Saint Martin d'Alain Pastor (1CD - Diocèse de Monaco)
- Lagarde et Michard, ou les plus beaux Poèmes de la Langue Française 2CD

## Livres
- Charles Péguy, Mystère de la charité de Jeanne d'Arc adaptation Jean-Paul Lucet, Edition L'oeil du Prince

## Nomination
- 1996 - Victoires de la Musique : nomination pour le Meilleur Spectacle Musical : "Barnum", dans lequel il jouait le rôle-titre.

## Décorations et Trophées
Jean-Paul Lucet est Chevalier dans l'Ordre National du Mérite, Chevalier des Palmes Académiques, Chevalier dans l'Ordre des Arts et des Lettres.
Il a reçu le Grand Prix du Groupe Paris-Lyon, en Novembre 1988, ainsi que le Trophée Pallas, à Lyon En 1992.